# Campagne-lès-Guines
Campagne-lès-Guines es una comuna francesa situada en el departamento de Paso de Calais, en la región de Alta Francia.

## Demografía
| 336 | 295 | 296 | 370 | 406 | 452 | 414 |
| Para los censos de 1962 a 1999 la población legal corresponde a la población sin duplicidades (Fuente: INSEE [Consultar]) |     |     |     |     |     |     |